# Російська гідрографічна експедиція Північного Льодовитого океану (1910-1915)

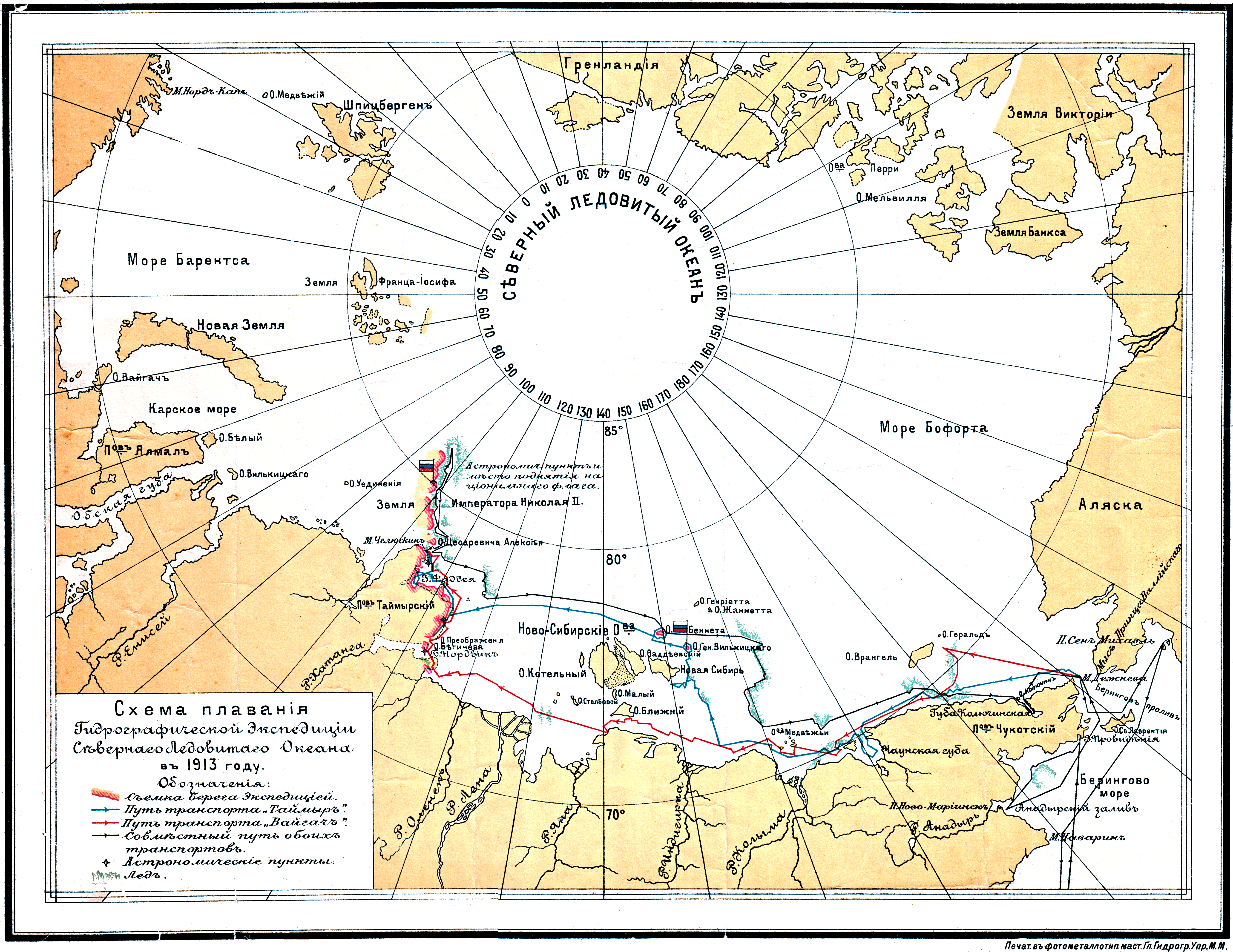
Схема плавання експедиції (станом на 1913 р.)

Російська гідрографічна експедиція Північного Льодовитого океану (1910 - 1915) була організована з метою розробки та освоєння Північного морського шляху. В її складі було два криголамних пароплави - «Вайгач» і «Таймир». Експедиція просувалася північною акваторією Північного Льодовитого океану зі сходу на захід.

## Підготовка експедиції
Після поразки в  російсько-японській війні з'явилася необхідність в переміщенні військових цивільних вантажів не по південному маршруту, через Суецький канал, а по півночі, вздовж узбережжя Північного Льодовитого океану. Перед Російською Гідрографічної експедицією Північного Льодовитого океану було поставлено грандіозне завдання - потрібно було освоїти і описати Північний морський шлях як альтернативу південним океанським трасам. План експедиції був розроблений за активної участі О.В.Колчака і Ф.А.Матісена. Програма експедиції була розрахована на п'ятирічний термін. Підготовка до  експедиції активізувалася після того, як в 1907 році начальником російського Головного гідрографічного управління був призначений прославлений полярник  Андрій Іполитович Вількицький.
Спеціально для експедиції на Невському заводі в Петербурзі в 1909 році були побудовані два транспорти криголамного типу - «Таймир» і «Вайгач» - водотонажністю 1500 тон кожен і потужністю машин в 1200 к. с. Активну участь в їх будівництві брав Олександр (Колчак на той час капітан II рангу). Екіпажі суден «Таймир» і «Вайгач» з огляду на надзвичайну складність і небезпеку запланованих дослідницьких робіт підбиралися з військових моряків-добровольців. 

## Перебіг експедиції

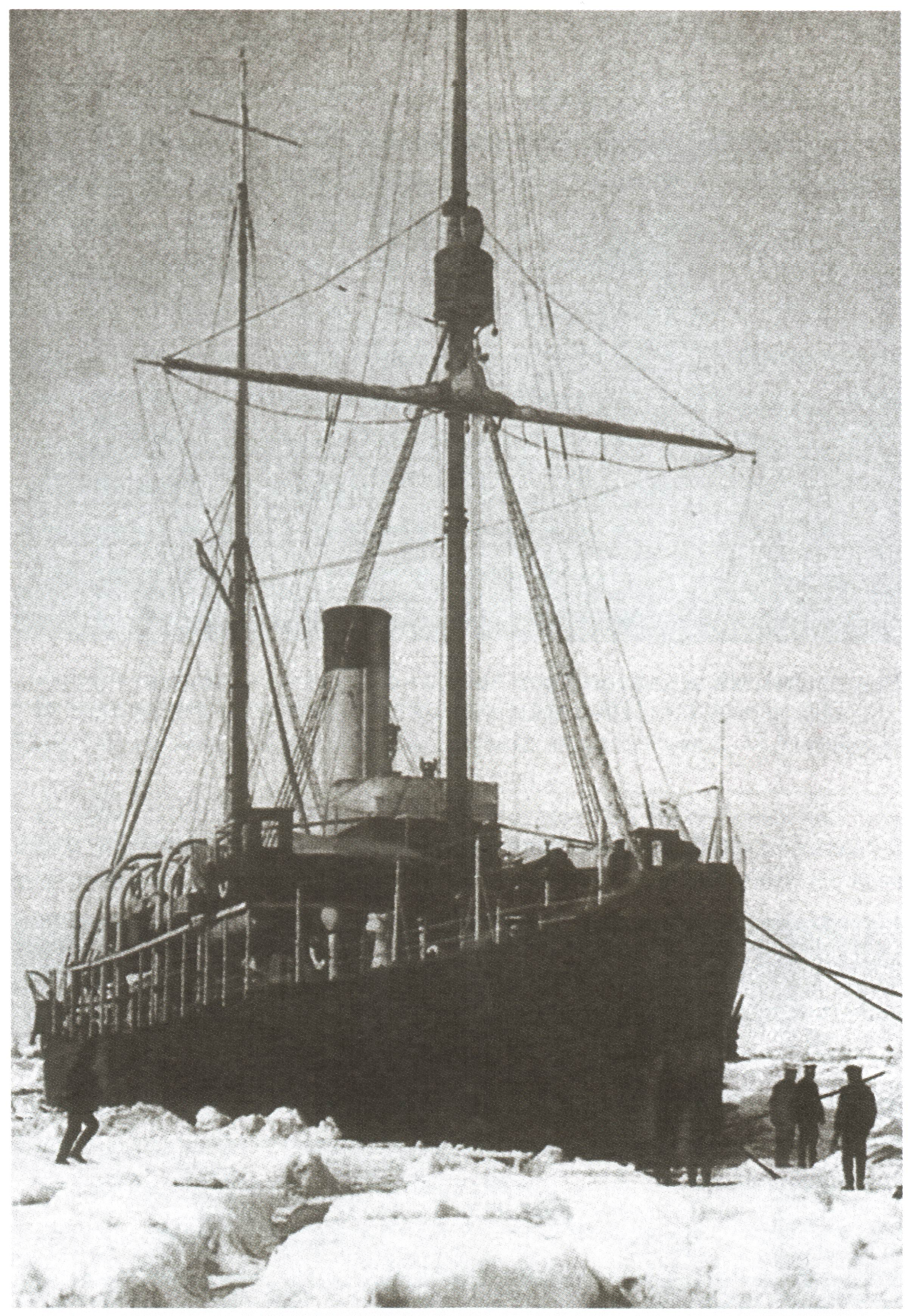
Криголам "Вайгач"

Влітку 1910 року, минувши Суецький канал,  Індійський та  Тихий океани, експедиція прибула до  Владивостока, звідки і повинна була почати свою роботу. Був проведений ремонт котлів і механізмів обох суден. На «Вайгач» прибув новий начальник експедиції досвідчений військовий гідрограф полковник Іван Семенович Сергеєв. 
Коли судна дісталися до Камчатки, тяжко захворів начальник експедиції І. С. Сергєєв. Його відправили на берег, а командування експедицією прийняв на себе 28-річний командир «Таймиру»  Борис Вількицький (син А.І.Вількицького). У 1912 році «Таймир» і «Вайгач» пройшли на захід до бухти Тіксі. 
Влітку 1913 року з Петербурга прийшов наказ, якого дослідники довго чекали - кораблям наказувалося пройти весь Північний морський шлях, пробившись через льоди в Архангельськ. На світанку 3 вересня 1913 року, практично одночасно і на «Таймирі», і на «Вайгачі» помітили землю по горизонту. Криголами пройшли вздовж берега, після чого на сушу висадилися екіпажі, встановивши там державний прапор Росії. Було складено опис нової землі, а 4 вересня 1913 року на мисі Берга був зачитаний наказ начальника експедиції про приєднання нових земель до Росії, на честь чого було дано урочистий салют. Після відкриття островів «Таймир» і «Вайгач», не зумівши пробитися крізь льоди, повернулися до Владивостока. 

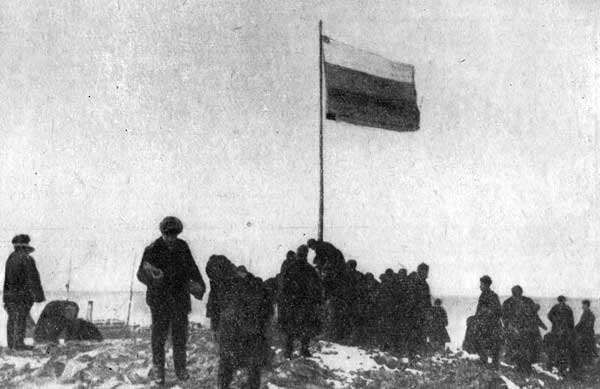
Підняття прапора експедицією Вількіцького при відкритті Північної Землі

Влітку 1914 року була зроблена чергова спроба штурму Північного морського шляху. Плавання в найтяжчих зимових умовах, що часто переходило в дрейф в льодах, тривало 14 місяців. Весь цей час Вилькицькому вдавалося зберігати серед своїх підлеглих дисципліну і порядок. Для екіпажу проводились щоденні прогулянки по льоду, влаштовувалися заняття по вивченню астрономії, курси підвищення кваліфікації, вечори читання літератури, аматорські вистави, проводилися навіть матчі з футболу між екіпажами суден. Завдяки цьому з 80 членів екіпажу двох судів в живих залишилося 77.
На Великій Землі експедицію вважали зниклою - зв'язку з кораблями не було. І лише коли на просторах Арктики «Таймир» і «Вайгач» зустрілися з норвезьким судном «Екліпс», оснащеним потужною рацією, вдалося зв'язатися з Великою Землею. 3 вересня 1915 року «Таймир» і «Вайгач» прибули в Архангельськ, завершивши свою місію.

## Підсумки експедиції
Експедиція вперше пройшла по Північному морському шляху зі сходу на захід. Був виконаний величезний обсяг робіт: були вивчені  Східносибірське і  Чукотське моря, описані  Ведмежі та Новосибірські острови, а також частина материкового узбережжя. Експедиція зібрала велику кількість даних про течії, льодову обстановку, клімат і магнітні явища. Були зібрані великі біологічна і геологічна колекції. Збір зразків здійснювали військові лікарі Л. М. Старокадомський (на «Таймирі») і Е. Е. Арнгольд (на «Вайгачі»). Експедиція фактично поставила хрест на міфі про так звану Землю Санникова. Експедиція відкрила Землю Імператора Миколи II (нині Північна Земля), що стало останнім значним географічним відкриттям на земній кулі. 

## Пам'ять
Багато географічних об'єктів в Арктиці нині носять імена учасників Російської гідрографічної експедиції Північного Льодовитого океану: 
- Протока Вількицького
- Острів Жохова
- Мис та острів Лаврова
- Мис, острів, затока та бухта Неупокоєва

та інші.